# Asfeld
Asfeld település Franciaországban, Ardennes megyében. Lakosainak száma 1081 fő (2022. január 1.). Asfeld Aire, Avaux, Balham, Houdilcourt, Roizy, Saint-Germainmont, Sault-Saint-Remy, Vieux-lès-Asfeld és Villers-devant-le-Thour községekkel határos.

## Népesség
A település népességének változása:
| Lakosok száma | 803  | 1015 | 1061 | 998  | 1120 | 1116 | 1116 | 1088 | 1079 | 1081 |
|               | 1968 | 1982 | 1990 | 2006 | 2013 | 2015 | 2017 | 2019 | 2020 | 2022 |